# Sanxi, Guangdong
Sanxi är en köping i sydöstra Kina. Den ligger i Lechang i staden Shaoguan i provinsen Guangdong, omkring 240 kilometer norr om provinshuvudstaden Guangzhou. Antalet invånare är 6 725. Befolkningen består av 3 257 kvinnor och 3 468 män. Barn under 15 år utgör 18,0 %, vuxna 15-64 år 67 %, och äldre över 65 år 14,0 %.